# Bandera de Houston

Bandera de la ciudad de Houston

La bandera de Houston es la bandera oficial de la ciudad de Houston. Consiste en una gran estrella blanca de cinco puntas sobre un fondo azul con el sello de armas de la ciudad dentro de la estrella. La bandera fue adoptada en 1915.
El sello de la ciudad fue adoptado en 1840. Representa a una locomotora 4-4-0, irónicamente, antes de que algún ferrocarril llegara a Houston.
- Datos: Q2750384